# Hydriomena sparsimacula
Hydriomena sparsimacula là một loài bướm đêm trong họ Geometridae.